# Dimarella garciai
Dimarella garciai är en insektsart som först beskrevs av Navás 1932.  Dimarella garciai ingår i släktet Dimarella och familjen myrlejonsländor. Inga underarter finns listade i Catalogue of Life.